# Calcitrena maculosa
Calcitrena maculosa är en insektsart som beskrevs av Eades 1961. Calcitrena maculosa ingår i släktet Calcitrena och familjen Ommexechidae. Inga underarter finns listade i Catalogue of Life.